# El kamikaze Regúlez
El kamikaze Regúlez es una historieta publicada en 2006 de los personajes Mortadelo y Filemón Pi, obra del dibujante de cómics español Francisco Ibáñez.

## Sinopsis
Mortadelo y Filemón deben detener a un kamikaze llamado Flumencio Regúlez, un tipo muy feo que quiere ser famoso por haber volado algún edificio importante. Para ello no duda en atiborrarse de explosivos. Flumencio Regúlez es experto en disfrazarse para pasar desapercibido por lo que su búsqueda es más difícil de lo normal. Cuando el intenta bombardear la T.I.A., oye por la radio que le toca la lotería y se convierte en un multimillonario rodeado de chicas.